# 森岡浩
森岡 浩（もりおか ひろし、1961年4月10日 - ）は、日本の姓氏・野球史研究家。日本文藝家協会所属。

## 来歴
高知県高知市生まれ。土佐中学校・高等学校を経て、早稲田大学政治経済学部卒業。中学生の頃、近隣に同じ名前を持つ住人が集まる地域があり、電話帳で調べたことが名字に興味を持つきっかけとなる。大学在学中から日本人の名字に関して独学で研究を始める。また、高校野球に重心を置いた野球史の研究も行う。
名字関連の書籍や名字辞典には記載されているものの、実在しない名字の総称として幽霊名字を提唱している。

## テレビ出演
- 天才てれびくんMAX（2010年4月 - 2011年2月、NHK教育）[1]
- ロケみつ ザ・ワールド（2013年6月20日 - 2014年3月20日、毎日放送）[1]
- 人名探究バラエティー 日本人のおなまえっ!（2017年4月6日 - 2022年3月17日、NHK総合テレビ）

## ウェブ連載
- 人名・地名 おもしろ雑学[4]

## 著作

### 名字
- 『日本人の名字 これだけ知っていれば面白い』 日本実業出版社、1993年。ISBN 4534020104
- 『知っていそうで知らない 日本人の名字なるほど・オモシロ事典』 日本実業出版社、1998年。ISBN 4534028660
  - 『名字の謎 その成り立ちから日本がわかる!』 改題増訂版、新潮社、2002年。ISBN 4102901493
  - 『名字の謎』 改訂版、筑摩書房、2011年。ISBN 978-4480428943
- 『日本人の名字ランキング』 新潮社、2002年。ISBN 4104552127
- 『名字の謎がわかる本 あなたのルーツをたどる』 幻冬舎、2003年。ISBN 4344403959
- 『名字の地図 分布とルーツがわかる』 日本実業出版社、2004年。ISBN 4534037244
- 『名字の新聞』監修 宝島社、2005年。ISBN 4796648399
- 『名字の日本史』 ビジネス社、2005年。ISBN 4828412352
- 『発見!日本一楽しい名字の地図帳』監修（知的発見!探検隊 著） イースト・プレス、2008年。ISBN 978-4781600512
- 『よくわかる長野県の名字』 しなのき書房、2008年。ISBN 978-4903002224
- 『名字のヒミツ 決定版!』 朝日新聞出版、2009年。ISBN 978-4022505477
  - 『なんでもわかる日本人の名字』 改題・加筆修正、朝日新聞出版、2012年。ISBN 978-4022617354
- 『超雑学読んだら話したくなる名字でたどる日本の名家 日本史の裏側が見えてくる! 』 日本実業出版社、2010年。ISBN 978-4534047359
- 『名字でたどる日本の名家 : 日本史の裏側が見えてくる！』 日本実業出版社、2010年。ISBN 978-4534047359
- 『新潟県の名字 決定版』 新潟日報事業社、2010年。ISBN 978-4861323843
- 『石川県の名字 決定版』 北国新聞社、2010年。ISBN 978-4833017831
- 『富山県の名字 決定版』 北国新聞社、2011年。ISBN 978-4833018258
- 『名字でわかる日本人の履歴書 なぜ東日本は「佐藤」「鈴木」が、西日本は「田中」「山本」が席巻したのか』 講談社、2011年。ISBN 9784062727051
- 『名字のひみつ』 フレーベル館
  - 『1 名字はどうやってつくられる?』 2012年。ISBN 978-4577040638
  - 『2 名字と都道府県のはなし』 2012年。ISBN 978-4577040645
  - 『3 名字と歴史のはなし』 2013年。ISBN  978-4577040652
  - 『4 名字びっくりランキング! 名字わくわく調査隊』 2013年。ISBN 978-4577040669
- 『名字で読む歴史・時代小説』 東京書籍、2012年。ISBN 978-4487806256
- 『あなたの知らない北海道・東北地方の名字の秘密』 洋泉社、2013年。ISBN 978-4800301833
- 『あなたの知らない関東地方の名字の秘密』 洋泉社、2013年。ISBN 978-4800300683
- 『あなたの知らない近畿地方の名字の秘密』 洋泉社、2014年。ISBN 978-4800302861
- 『あなたの知らない東海地方の名字の秘密』  洋泉社、2014年。ISBN 978-4800303868
- 『あなたの知らない九州・沖縄地方の名字の秘密』 洋泉社、2014年。ISBN 978-4800304681
- 『家紋と名字 一千年の歴史探訪 由来と意義を徹底解説!』高澤等共同監修 宝島社、2014年。ISBN 978-4800227676
- 『少しかしこくなれる名字の話』 笠倉出版社、2015年。ISBN 978-4773087963
- 『知ってる?名字の話』監修 宝島社、2015年。ISBN 978-4800240262

### 野球
- 『まるわかり甲子園全記録 20世紀＜春&夏の高校野球＞完全版』 新潮社、2001年。ISBN 410290106X
- 『県別全国高校野球史』編 東京堂出版、2001年。ISBN 4490204361
- 『高校野球100年史』 東京堂出版、2015年。ISBN 978-4490209075
- 『高校野球熱闘の100年 甲子園の怪物たち』 KADOKAWA、2015年。ISBN 978-4046534347

### 辞典・事典
- 『プロ野球人名事典』編著 日外アソシエーツ、1988 - 2003年。NCID BN0283383X
- 『有名人の事典 興味と話題の人物データがいっぱい! 出身地別編』 日本実業出版社、1994年。ISBN 4534021275
- 『全国名字辞典』 東京堂出版、1997年。ISBN 4490104545
- 『高校野球甲子園出場校事典』編 東京堂出版、1998年。ISBN 4490104898
- 『高校野球甲子園全出場校大事典』編 東京堂出版、2000年。ISBN 449010541X （増補改訂版、2008年。 ISBN 978-4490107371）
- 『日本名字家系大事典』 東京堂出版、2002年。ISBN 4490106033
- 『難読・稀少名字大事典』編 東京堂出版、2003年。ISBN 978-4490107135
- 『書名甲子園高校野球人名事典 選手・監督から審判・解説者まで』編 東京堂出版、2004年。ISBN 4490106505
- 『高校野球がまるごとわかる事典 データでビックリ!読んでナットク!』著 日本実業出版社、2005年。ISBN 4534039301
- 『県別名字ランキング事典』 東京堂出版、2009年。ISBN 978-4490107739
- 『全国名字大辞典』編 東京堂出版、2011年。ISBN 9784490108088
- 『日本名門・名家大辞典』編 東京堂出版、2012年。ISBN 9784490108217
- 『ルーツがわかる名字の事典』 大月書店、2012年。ISBN 978-4272510092
- 『戦国大名家辞典』編 東京堂出版、2013年。ISBN 978-4490108422